# Бронштейн, Виктор Владимирович
Бронште́йн Ви́ктор Влади́мирович (род. 1 февраля 1951, Иркутск) — российский бизнесмен, меценат.
Член Союза писателей и Союза журналистов России. Почётный профессор Иркутского государственного университета. Почётный гражданин города Иркутска (2013).

## Биография
Родился в Иркутске 1 февраля 1951 года.
Окончил с отличием (Ленинский стипендиат) Иркутский государственный политехнический институт по специальности «Инженер-механик» и аспирантуру при Академии Наук СССР. В 1983 году стал кандидатом экономических наук, защитив диссертацию по экономической социологии. Работал мастером и начальником цеха на Иркутском заводе радиоприёмников. Был заместителем генерального директора Свирского завода «ВостСибЭлемент», а позже — заместителем директора по экономическим вопросам на Иркутском заводе тяжёлого и транспортного машиностроения имени Куйбышева.
В 1991 году создал и стал генеральным директором одной из крупнейших в Сибири многопрофильной фирмы «СибАтом», которая занимается производством продуктов питания, ресторанным бизнесом, строительством жилья, вино-водочной и кондитерской индустрией.
В 2000 году журналом «Эксперт» был включён в список наиболее влиятельных региональных предпринимателей.
В 2011 году основал «Галерею современного искусства Виктора Бронштейна» — самую большую частную художественную галерею за Уралом.

## Благотворительность
В 2003 году был инициатором и главным спонсором сооружения первого в стране памятника драматургу Александру Вампилову.
В 2005 году был инициатором и спонсором областного поэтического конкурса имени поэта Юрия Кузнецова.
В 2010 году был инициатором и спонсором установки первого в Иркутске бюста Александру Пушкину
Инициатор и спонсор установки в Иркутске и области более 20 мемориальных досок государственным деятелям, купцам, писателям, в том числе генерал-губернатору Сибири М. М. Сперанскому, писателю К. Ф. Седых, династии купцов Трапезниковых и другим знаменитым землякам.
Внёс огромный вклад в восстановление памятника архитектуры XIX века Харлампиевского храма (Иркутск), оказал поддержку в издании книги «Православные храмы Иркутской епархии».
Постоянно оказывает поддержку творческим и общественным союзам писателей, художников, ветеранов, помогает иркутским театрам.
В 2017 году выступил в качестве единственного спонсора установки на байкальском острове Ольхон, недалеко от мыса Хобой, семиметровой скульптуры «Хранитель Байкала» работы мастера мирового уровня, Даши Намдакова. При его активном творческом и финансовом участии создается фильм «Посредине мира» о Даши Намдакове и его творчестве.

## Соратники
- Гайда, Геннадий Михайлович

## Творчество
Виктор Бронштейн — автор научных монографий «Бригада в зеркале социологии» (Москва, 1988) и «Коллективный подряд в промышленности» (Москва, 1989), изданных в издательстве «Экономика» суммарным тиражом 55 тысяч экземпляров.
В издательстве «Вече» г. Москва издано три его публицистических книги о жизни в бизнесе и в искусстве: «Маятник бизнеса: между орденом и тюрьмой», «Лабиринты судьбы: между душой и бизнесом», «Переплёт».
Виктор Бронштейн — составитель сборника классической русской и зарубежной поэзии «На троне из туч» (2001 г.), автор нескольких поэтических сборников: «Гул небесный» (2008 г.), «Соль жизни всей» (2009 г.), «Два белых облака любви» (2010 г.), «Назло разлукам и штормам» (2011 г.), «Жизнь, играй свое дивное скерцо» (2012 г.), «Сокровенное» (2017 г.). Стихи публиковались в журналах «Наш современник» (Москва), «Сибирь» (Иркутск), альманахе «Иркутский Кремль».
Вместе с известными поэтами Геннадием Гайдой и Василием Козловым подготовлено и вышло в эфир около 20 передач «Классическая лира», посвящённых русской поэзии.
Издавал сборники стихов Зиновьева Н. А., Гайда Г. М. и других авторов.

## Книги

### Научные труды
- 1988 — Бригада в зеркале социологии
- 1989 — Коллективный подряд: проблемы и перспективы

### Поэзия
- 2009 — Соль жизни всей
- 2010 — Два белых облака любви
- 2011 — Назло разлукам и штормам
- 2012 — Жизнь, играй свое дивное скерцо

### Публицистическая проза
- 2015 — Маятник бизнеса: между орденом и тюрьмой
- 2015 — Лабиринты судьбы: между душой и бизнесом

## Награды
- Почётное звание «Меценат столетия» (2005)
- Благодарственное письмо архиепископа Иркутского и Ангарского Вадима (2007)
- Знак отличия «За заслуги перед Иркутской областью» (2007)[7].
- Почётная грамота Министерства культуры РФ (2009)
- Медаль ордена «За заслуги перед Отечеством» II степени (2012)[8].
- Лауреат премии губернатора Иркутской области за достижения в искусстве и культуре (2012) — за создание цикла литературных произведений, посвящённых памяти Геннадия Гайды (в составе творческого коллектива)[9].
- Почётный гражданин города Иркутска (2013).